# میلناکا
میلناکا (به لاتین: Milenaka) یک منطقهٔ مسکونی در ماداگاسکار است که در تولیارا دوم واقع شده‌است. میلناکا ۱۵٬۰۰۰ نفر جمعیت دارد و ۷۲ متر بالاتر از سطح دریا واقع شده‌است.